# Serie A2 2012-2013 (pallavolo maschile)
La Serie A2 2012-2013 si è svolta dal 7 ottobre 2012 al 1º maggio 2013: al torneo hanno partecipato tredici squadre di club italiane.

## Regolamento

### Formula
Le squadre hanno disputato un girone all'italiana, con gare di andata e ritorno, per un totale di ventisei giornate; al termine della regular season:
- La prima classificata è promossa in Serie A1.
- Le classificate dal secondo al nono posto hanno acceduto ai play-off promozione, strutturati in quarti di finale, semifinali e finale (in queste tre fasi le meglio qualificate durante la regular season hanno beneficiato di una vittoria di vantaggio), tutte giocate al meglio di tre vittorie su cinque gare: la vincitrice è promossa in Serie A1.
- L'ultima classificata è retrocessa in Serie B1.

### Criteri di classifica
Se il risultato finale è stato di 3-0 o 3-1 sono stati assegnati 3 punti alla squadra vincente e 0 a quella sconfitta, se il risultato finale è stato di 3-2 sono stati assegnati 2 punti alla squadra vincente e 1 a quella sconfitta.
L'ordine del posizionamento in classifica è stato definito in base a:
- Punti;
- Numero di partite vinte;
- Ratio dei set vinti/persi;
- Ratio dei punti realizzati/subiti.

## Squadre partecipanti
Le squadre neopromosse dalla Serie B1 sono state il Correggio, la Matera Bulls e il Potentino, vincitrici della regular season, e l'Universal Carpi, vincitore dei play-off promozione, mentre le squadre retrocesse dalla Serie A1 sono state il Padova e la Robur Angelo Costa.
Delle squadre aventi il diritto di partecipazione:
- Il Cavriago e il Lupi Santa Croce hanno ceduto il titolo sportivo al Tricolore e all'Atripalda, le quali sono state ammesse in Serie A2.
- Il Correggio, il Genova, La Fenice Isernia e il Segrate hanno rinunciato all'iscrizione.

Per integrare l'organico delle squadre è stato ripescato il Brolo.
| Club              | Stagione | Città              | Impianto               | Stagione precedente                                      |
| ----------------- | -------- | ------------------ | ---------------------- | -------------------------------------------------------- |
| Argos             | dettagli | Sora               | PalaPolsinelli         | 5ª in Serie A2; quarti di finale play-off promozione     |
| Atripalda         | dettagli | Atripalda          | PalaDelMauro           | 15ª in Serie A2                                          |
| Brolo             | dettagli | Brolo              | PalaFantozzi           | 2ª in Serie B1 (girone C) semifinali play-off promozione |
| Città di Castello | dettagli | Città di Castello  | PalaIoan               | 4ª in Serie A2; semifinali play-off promozione           |
| Corigliano Volley | dettagli | Corigliano Calabro | PalaCorigliano         | 11ª in Serie A2; primo turno play-off promozione         |
| Impavida Ortona   | dettagli | Ortona             | Palasport Comunale     | 3ª in Serie B1 (girone C) semifinali play-off promozione |
| Loreto            | dettagli | Loreto             | PalaSerenelli          | 9ª in Serie A2; quarti di finale play-off promozione     |
| Matera Bulls      | dettagli | Matera             | PalaSassi              | 1ª in Serie B1 (girone C)                                |
| Milano            | dettagli | Milano             | Palazzetto dello Sport | 7ª in Serie A2; quarti di finale play-off promozione     |
| Molfetta          | dettagli | Molfetta           | PalaPoli               | 3ª in Serie A2; finale play-off promozione               |
| Padova            | dettagli | Padova             | PalaSanLazzaro         | 13ª in Serie A1                                          |
| Potentino         | dettagli | Potenza Picena     | PalaPrincipi           | 1ª in Serie B1 (girone B)                                |
| Tricolore         | dettagli | Reggio nell'Emilia | PalaBigi               | -                                                        |

## Torneo

### Regular season

#### Risultati
| Prima giornata |                            |                   |                                   |
|                |                            |                   |                                   |
| Riposa:        | Città di Castello          | Città di Castello | Città di Castello                 |
| 07-10          | Brolo - Milano             | 2-3               | 24-26, 25-20, 25-22, 22-25, 17-19 |
| 07-10          | Impavida Ortona - Padova   | 3-2               | 27-29, 24-26, 25-17, 25-21, 15-11 |
| 07-10          | Loreto - Corigliano Volley | 0-3               | 21-25, 28-30, 20-25               |
| 07-10          | Matera Bulls - Molfetta    | 0-3               | 22-25, 18-25, 24-26               |
| 07-10          | Atripalda - Tricolore      | 3-1               | 25-20, 17-25, 25-20, 25-18        |
| 07-10          | Argos - Potentino          | 3-0               | 25-22, 25-22, 25-14               |

| Seconda giornata |                                     |        |                            |
|                  |                                     |        |                            |
| Riposa:          | Milano                              | Milano | Milano                     |
| 14-10            | Padova - Brolo                      | 3-1    | 25-23, 22-25, 25-21, 25-21 |
| 14-10            | Corigliano Volley - Impavida Ortona | 1-3    | 26-28, 21-25, 25-23, 19-25 |
| 14-10            | Città di Castello - Matera Bulls    | 3-0    | 25-14, 25-21, 25-18        |
| 14-10            | Potentino - Atripalda               | 1-3    | 25-20, 24-26, 20-25, 18-25 |
| 14-10            | Molfetta - Argos                    | 0-3    | 19-25, 22-25, 23-25        |
| 14-10            | Tricolore - Loreto                  | 3-1    | 25-16, 25-16, 22-25, 29-27 |

| Terza giornata |                             |       |                                   |
|                |                             |       |                                   |
| Riposa:        | Brolo                       | Brolo | Brolo                             |
| 21-10          | Argos - Corigliano Volley   | 3-2   | 22-25, 25-23, 24-26, 25-20, 15-11 |
| 21-10          | Loreto - Milano             | 2-3   | 23-25, 25-21, 25-22, 22-25, 12-15 |
| 21-10          | Padova - Città di Castello  | 0-3   | 22-25, 18-25, 12-25               |
| 21-10          | Matera Bulls - Potentino    | 3-1   | 26-24, 25-22, 21-25, 25-20        |
| 21-10          | Atripalda - Molfetta        | 1-3   | 22-25, 26-28, 30-28, 22-25        |
| 21-10          | Impavida Ortona - Tricolore | 3-1   | 25-20, 25-17, 23-25, 25-22        |

| Quarta giornata |                             |                   |                                   |
|                 |                             |                   |                                   |
| Riposa:         | Corigliano Volley           | Corigliano Volley | Corigliano Volley                 |
| 28-10           | Matera Bulls - Padova       | 0-3               | 17-25, 20-25, 26-28               |
| 27-10           | Città di Castello - Argos   | 3-0               | 25-16, 25-20, 25-16               |
| 28-10           | Tricolore - Brolo           | 3-2               | 24-26, 24-26, 25-18, 25-17, 15-10 |
| 28-10           | Potentino - Milano          | 0-3               | 22-25, 14-25, 21-25               |
| 28-10           | Molfetta - Loreto           | 3-0               | 25-22, 25-19, 25-11               |
| 27-10           | Atripalda - Impavida Ortona | 3-2               | 23-25, 21-25, 25-17, 26-24, 15-7  |

| Quinta giornata |                                       |        |                                   |
|                 |                                       |        |                                   |
| Riposa:         | Loreto                                | Loreto | Loreto                            |
| 01-11           | Padova - Atripalda                    | 0-3    | 26-28, 20-25, 12-25               |
| 01-11           | Argos - Tricolore                     | 1-3    | 25-23, 20-25, 22-25, 20-25        |
| 01-11           | Corigliano Volley - Città di Castello | 0-3    | 18-25, 18-25, 15-25               |
| 01-11           | Milano - Matera Bulls                 | 3-0    | 25-15, 25-19, 25-21               |
| 01-11           | Brolo - Potentino                     | 3-2    | 25-16, 27-29, 25-17, 21-25, 15-13 |
| 01-11           | Impavida Ortona - Molfetta            | 3-1    | 25-22, 25-22, 22-25, 25-19        |

| Sesta giornata |                                |       |                                   |
|                |                                |       |                                   |
| Riposa:        | Argos                          | Argos | Argos                             |
| 05-11          | Tricolore - Padova             | 0-3   | 13-25, 27-29, 23-25               |
| 04-11          | Potentino - Corigliano Volley  | 3-1   | 25-20, 23-25, 25-21, 25-19        |
| 04-11          | Città di Castello - Milano     | 3-1   | 25-18, 22-25, 25-21, 25-20        |
| 04-11          | Molfetta - Brolo               | 3-0   | 25-20, 25-18, 25-20               |
| 04-11          | Atripalda - Loreto             | 3-1   | 25-21, 25-14, 22-25, 25-22        |
| 04-11          | Matera Bulls - Impavida Ortona | 2-3   | 22-25, 27-25, 25-27, 25-20, 13-15 |

| Settima giornata |                               |          |                                   |
|                  |                               |          |                                   |
| Riposa:          | Molfetta                      | Molfetta | Molfetta                          |
| 11-11            | Milano - Padova               | 3-0      | 25-19, 25-22, 25-22               |
| 11-11            | Argos - Atripalda             | 2-3      | 25-19, 25-23, 19-25, 21-25, 11-15 |
| 11-11            | Corigliano Volley - Tricolore | 3-1      | 13-25, 29-27, 25-22, 25-23        |
| 11-11            | Brolo - Città di Castello     | 2-3      | 18-25, 25-21, 25-19, 21-25, 15-17 |
| 11-11            | Loreto - Matera Bulls         | 3-1      | 25-20, 18-25, 25-20, 25-15        |
| 11-11            | Impavida Ortona - Potentino   | 3-1      | 25-22, 20-25, 25-16, 25-19        |

| Ottava giornata |                               |           |                            |
|                 |                               |           |                            |
| Riposa:         | Tricolore                     | Tricolore | Tricolore                  |
| 18-11           | Città di Castello - Potentino | 3-0       | 25-19, 25-10, 25-21        |
| 18-11           | Padova - Corigliano Volley    | 3-0       | 25-20, 25-20, 25-23        |
| 18-11           | Loreto - Impavida Ortona      | 1-3       | 25-21, 20-25, 27-29, 19-25 |
| 18-11           | Matera Bulls - Argos          | 1-3       | 28-30, 20-25, 25-18, 22-25 |
| 18-11           | Molfetta - Milano             | 3-1       | 25-22, 25-18, 15-25, 25-22 |
| 17-11           | Atripalda - Brolo             | 3-0       | 28-26, 25-23, 25-17        |

| Nona giornata |                                     |           |                                   |
|               |                                     |           |                                   |
| Riposa:       | Atripalda                           | Atripalda | Atripalda                         |
| 25-11         | Argos - Loreto                      | 3-1       | 25-14, 20-25, 25-22, 25-15        |
| 25-11         | Potentino - Padova                  | 3-2       | 16-25, 25-20, 21-25, 25-21, 15-12 |
| 25-11         | Milano - Tricolore                  | 2-3       | 23-25, 25-20, 25-23, 25-27, 8-15  |
| 25-11         | Corigliano Volley - Molfetta        | 3-1       | 31-29, 25-15, 15-25, 25-22        |
| 25-11         | Impavida Ortona - Città di Castello | 0-3       | 21-25, 18-25, 19-25               |
| 25-11         | Brolo - Matera Bulls                | 1-3       | 21-25, 20-25, 25-20, 25-27        |

| Decima giornata |                                  |           |                            |
|                 |                                  |           |                            |
| Riposa:         | Potentino                        | Potentino | Potentino                  |
| 01-12           | Tricolore - Molfetta             | 0-3       | 27-29, 18-25, 21-25        |
| 02-12           | Brolo - Impavida Ortona          | 3-0       | 27-25, 25-23, 25-23        |
| 02-12           | Padova - Argos                   | 0-3       | 22-25, 15-25, 22-25        |
| 02-12           | Matera Bulls - Corigliano Volley | 0-3       | 22-25, 21-25, 16-25        |
| 02-12           | Atripalda - Milano               | 3-0       | 25-16, 25-22, 25-20        |
| 02-12           | Città di Castello - Loreto       | 3-1       | 25-14, 20-25, 25-14, 25-22 |

| Undicesima giornata |                               |              |                                   |
|                     |                               |              |                                   |
| Riposa:             | Matera Bulls                  | Matera Bulls | Matera Bulls                      |
| 09-12               | Argos - Brolo                 | 3-0          | 25-16, 25-17, 25-10               |
| 09-12               | Milano - Impavida Ortona      | 3-0          | 25-20, 25-22, 25-16               |
| 09-12               | Loreto - Padova               | 1-3          | 21-25, 25-19, 19-25, 20-25        |
| 09-12               | Molfetta - Città di Castello  | 2-3          | 21-25, 25-20, 17-25, 25-15, 10-15 |
| 09-12               | Tricolore - Potentino         | 3-1          | 25-20, 24-26, 25-23, 25-20        |
| 09-12               | Corigliano Volley - Atripalda | 3-2          | 25-20, 23-25, 18-25, 25-23, 15-13 |

| Dodicesima giornata |                               |        |                                   |
|                     |                               |        |                                   |
| Riposa:             | Padova                        | Padova | Padova                            |
| 16-12               | Milano - Corigliano Volley    | 3-0    | 26-24, 25-14, 25-21               |
| 16-12               | Impavida Ortona - Argos       | 0-3    | 19-25, 16-25, 22-25               |
| 16-12               | Brolo - Loreto                | 2-3    | 22-25, 21-25, 25-19, 25-23, 10-15 |
| 16-12               | Città di Castello - Atripalda | 3-1    | 25-19, 27-25, 21-25, 25-19        |
| 16-12               | Potentino - Molfetta          | 2-3    | 25-21, 25-22, 19-25, 16-25, 12-15 |
| 16-12               | Matera Bulls - Tricolore      | 1-3    | 25-17, 19-25, 23-25, 16-25        |

| Tredicesima giornata |                               |                 |                                   |
|                      |                               |                 |                                   |
| Riposa:              | Impavida Ortona               | Impavida Ortona | Impavida Ortona                   |
| 22-12                | Argos - Milano                | 3-1             | 25-22, 23-25, 25-18, 25-20        |
| 22-12                | Corigliano Volley - Brolo     | 3-2             | 21-25, 25-23, 15-25, 25-23, 15-10 |
| 22-12                | Atripalda - Matera Bulls      | 3-0             | 25-18, 25-16, 25-19               |
| 22-12                | Tricolore - Città di Castello | 0-3             | 20-25, 17-25, 20-25               |
| 22-12                | Molfetta - Padova             | 3-0             | 25-18, 25-15, 25-17               |
| 22-12                | Loreto - Potentino            | 3-2             | 19-25, 25-21, 25-22, 24-26, 15-11 |

| Quattordicesima giornata |                            |                   |                            |
|                          |                            |                   |                            |
| Riposa:                  | Città di Castello          | Città di Castello | Città di Castello          |
| 06-01                    | Milano - Brolo             | 3-0               | 25-21, 25-17, 25-19        |
| 06-01                    | Padova - Impavida Ortona   | 3-0               | 25-21, 25-17, 25-17        |
| 06-01                    | Corigliano Volley - Loreto | 3-0               | 25-23, 25-19, 28-26        |
| 06-01                    | Molfetta - Matera Bulls    | 3-0               | 25-12, 25-14, 25-15        |
| 06-01                    | Tricolore - Atripalda      | 3-0               | 26-24, 25-19, 25-20        |
| 06-01                    | Potentino - Argos          | 1-3               | 17-25, 26-24, 20-25, 15-25 |

| Quindicesima giornata |                                     |        |                                   |
|                       |                                     |        |                                   |
| Riposa:               | Milano                              | Milano | Milano                            |
| 13-01                 | Brolo - Padova                      | 2-3    | 25-23, 21-25, 25-23, 16-25, 13-15 |
| 13-01                 | Impavida Ortona - Corigliano Volley | 3-2    | 17-25, 25-18, 23-25, 25-18, 15-13 |
| 12-01                 | Matera Bulls - Città di Castello    | 0-3    | 18-25, 26-28, 19-25               |
| 12-01                 | Atripalda - Potentino               | 2-3    | 19-25, 17-25, 25-21, 25-16, 16-18 |
| 13-01                 | Argos - Molfetta                    | 3-1    | 20-25, 25-18, 25-17, 25-14        |
| 13-01                 | Loreto - Tricolore                  | 2-3    | 31-29, 25-20, 18-25, 18-25, 10-15 |

| Sedicesima giornata |                             |       |                                   |
|                     |                             |       |                                   |
| Riposa:             | Brolo                       | Brolo | Brolo                             |
| 20-01               | Corigliano Volley - Argos   | 3-0   | 25-21, 25-20, 25-19               |
| 20-01               | Milano - Loreto             | 3-0   | 25-20, 25-19, 25-18               |
| 20-01               | Città di Castello - Padova  | 3-1   | 25-22, 25-21, 14-25, 25-20        |
| 20-01               | Potentino - Matera Bulls    | 2-3   | 17-25, 25-21, 25-20, 22-25, 13-15 |
| 20-01               | Molfetta - Atripalda        | 3-0   | 26-24, 25-20, 25-16               |
| 20-01               | Tricolore - Impavida Ortona | 3-2   | 21-25, 20-25, 25-20, 25-19, 15-9  |

| Diciassettesima giornata |                             |                   |                                   |
|                          |                             |                   |                                   |
| Riposa:                  | Corigliano Volley           | Corigliano Volley | Corigliano Volley                 |
| 27-01                    | Padova - Matera Bulls       | 3-1               | 25-16, 25-23, 20-25, 25-11        |
| 27-01                    | Argos - Città di Castello   | 1-3               | 18-25, 21-25, 25-23, 22-25        |
| 27-01                    | Brolo - Tricolore           | 3-1               | 25-22, 25-22, 28-30, 25-17        |
| 27-01                    | Milano - Potentino          | 3-0               | 25-19, 25-15, 25-22               |
| 27-01                    | Loreto - Molfetta           | 1-3               | 25-21, 17-25, 19-25, 18-25        |
| 27-01                    | Impavida Ortona - Atripalda | 2-3               | 25-18, 20-25, 26-24, 17-25, 10-15 |

| Diciottesima giornata |                                       |        |                                  |
|                       |                                       |        |                                  |
| Riposa:               | Loreto                                | Loreto | Loreto                           |
| 30-01                 | Atripalda - Padova                    | 3-0    | 28-26, 33-31, 25-19              |
| 30-01                 | Tricolore - Argos                     | 1-3    | 20-25, 25-21, 25-27, 25-27       |
| 30-01                 | Città di Castello - Corigliano Volley | 2-3    | 25-21, 25-27, 25-18, 22-25, 9-15 |
| 30-01                 | Matera Bulls - Milano                 | 3-0    | 25-18, 25-21, 25-19              |
| 30-01                 | Potentino - Brolo                     | 3-1    | 25-23, 20-25, 25-14, 26-24       |
| 30-01                 | Molfetta - Impavida Ortona            | 3-0    | 25-12, 25-16, 25-21              |

| Diciannovesima giornata |                                |       |                                   |
|                         |                                |       |                                   |
| Riposa:                 | Argos                          | Argos | Argos                             |
| 03-02                   | Padova - Tricolore             | 3-1   | 21-25, 25-17, 25-20, 25-20        |
| 03-02                   | Corigliano Volley - Potentino  | 3-0   | 28-26, 25-22, 25-22               |
| 03-02                   | Milano - Città di Castello     | 1-3   | 23-25, 25-23, 22-25, 22-25        |
| 03-02                   | Brolo - Molfetta               | 3-2   | 21-25, 20-25, 25-20, 25-21, 15-12 |
| 03-02                   | Loreto - Atripalda             | 0-3   | 24-26, 18-25, 21-25               |
| 03-02                   | Impavida Ortona - Matera Bulls | 3-0   | 25-18, 27-25, 25-22               |

| Ventesima giornata |                               |          |                                  |
|                    |                               |          |                                  |
| Riposa:            | Molfetta                      | Molfetta | Molfetta                         |
| 10-02              | Padova - Milano               | 3-0      | 25-23, 25-17, 26-24              |
| 10-02              | Atripalda - Argos             | 3-2      | 22-25, 27-25, 25-22, 26-28, 15-8 |
| 10-02              | Tricolore - Corigliano Volley | 3-0      | 25-19, 25-16, 25-20              |
| 10-02              | Città di Castello - Brolo     | 3-0      | 31-29, 28-26, 25-18              |
| 10-02              | Matera Bulls - Loreto         | 3-1      | 14-25, 25-22, 25-22, 31-29       |
| 10-02              | Potentino - Impavida Ortona   | 3-1      | 25-18, 25-17, 25-27, 25-21       |

| Ventunesima giornata |                               |           |                                   |
|                      |                               |           |                                   |
| Riposa:              | Tricolore                     | Tricolore | Tricolore                         |
| 17-02                | Potentino - Città di Castello | 0-3       | 19-25, 17-25, 16-25               |
| 17-02                | Corigliano Volley - Padova    | 3-2       | 25-22, 23-25, 25-22, 20-25, 15-11 |
| 17-02                | Impavida Ortona - Loreto      | 3-2       | 25-23, 23-25, 19-25, 26-24, 15-12 |
| 27-02                | Argos - Matera Bulls          | 1-3       | 25-16, 19-25, 23-25, 23-25        |
| 17-02                | Milano - Molfetta             | 1-3       | 31-29, 23-25, 21-25, 24-26        |
| 17-02                | Brolo - Atripalda             | 3-0       | 25-23, 25-21, 27-25               |

| Ventiduesima giornata |                                     |           |                                   |
|                       |                                     |           |                                   |
| Riposa:               | Atripalda                           | Atripalda | Atripalda                         |
| 24-02                 | Loreto - Argos                      | 0-3       | 21-25, 22-25, 23-25               |
| 24-02                 | Padova - Potentino                  | 2-3       | 22-25, 25-19, 17-25, 25-14, 14-16 |
| 24-02                 | Tricolore - Milano                  | 1-3       | 25-15, 20-25, 22-25, 25-27        |
| 24-02                 | Molfetta - Corigliano Volley        | 3-0       | 25-23, 25-22, 25-13               |
| 24-02                 | Città di Castello - Impavida Ortona | 3-1       | 25-27, 25-14, 27-25, 25-17        |
| 24-02                 | Matera Bulls - Brolo                | 3-1       | 18-25, 25-21, 25-18, 25-22        |

| Ventitreesima giornata |                                  |           |                                   |
|                        |                                  |           |                                   |
| Riposa:                | Potentino                        | Potentino | Potentino                         |
| 03-03                  | Molfetta - Tricolore             | 3-1       | 20-25, 25-19, 25-19, 25-23        |
| 03-03                  | Impavida Ortona - Brolo          | 3-1       | 25-20, 25-20, 21-25, 25-17        |
| 03-03                  | Argos - Padova                   | 3-2       | 17-25, 25-18, 25-20, 23-25, 16-14 |
| 03-03                  | Corigliano Volley - Matera Bulls | 3-1       | 25-19, 23-25, 25-18, 25-18        |
| 03-03                  | Milano - Atripalda               | 3-0       | 25-22, 31-29, 25-20               |
| 03-03                  | Loreto - Città di Castello       | 0-3       | 22-25, 21-25, 16-25               |

| Ventiquattresima giornata |                               |              |                                   |
|                           |                               |              |                                   |
| Riposa:                   | Matera Bulls                  | Matera Bulls | Matera Bulls                      |
| 10-03                     | Brolo - Argos                 | 0-3          | 19-25, 15-25, 23-25               |
| 10-03                     | Impavida Ortona - Milano      | 2-3          | 25-20, 22-25, 23-25, 25-20, 10-15 |
| 10-03                     | Padova - Loreto               | 3-1          | 21-25, 25-20, 29-27, 25-22        |
| 10-03                     | Città di Castello - Molfetta  | 3-1          | 17-25, 25-20, 25-21, 25-15        |
| 10-03                     | Potentino - Tricolore         | 0-3          | 16-25, 25-27, 21-25               |
| 09-03                     | Atripalda - Corigliano Volley | 2-3          | 22-25, 13-25, 25-16, 25-23, 9-15  |

| Venticinquesima giornata |                               |        |                                   |
|                          |                               |        |                                   |
| Riposa:                  | Padova                        | Padova | Padova                            |
| 17-03                    | Corigliano Volley - Milano    | 2-3    | 25-20, 13-25, 25-12, 22-25, 8-15  |
| 17-03                    | Argos - Impavida Ortona       | 2-3    | 23-25, 25-23, 26-24, 21-25, 14-16 |
| 17-03                    | Loreto - Brolo                | 2-3    | 23-25, 25-21, 25-21, 22-25, 11-15 |
| 17-03                    | Atripalda - Città di Castello | 3-0    | 25-20, 25-21, 25-16               |
| 17-03                    | Molfetta - Potentino          | 3-1    | 21-25, 25-21, 25-19, 25-23        |
| 17-03                    | Tricolore - Matera Bulls      | 3-0    | 25-21, 25-21, 25-18               |

| Ventiseiesima giornata |                               |                 |                            |
|                        |                               |                 |                            |
| Riposa:                | Impavida Ortona               | Impavida Ortona | Impavida Ortona            |
| 24-03                  | Milano - Argos                | 3-1             | 25-18, 26-28, 25-14, 25-22 |
| 24-03                  | Brolo - Corigliano Volley     | 0-3             | 23-25, 23-25, 25-27        |
| 24-03                  | Matera Bulls - Atripalda      | 0-3             | 15-25, 24-26, 26-28        |
| 24-03                  | Città di Castello - Tricolore | 3-1             | 25-23, 18-25, 25-21, 29-27 |
| 24-03                  | Padova - Molfetta             | 3-1             | 25-18, 20-25, 26-24, 25-21 |
| 24-03                  | Potentino - Loreto            | 3-1             | 25-18, 25-17, 22-25, 25-19 |

#### Classifica
| Pos. | Squadra           | Pt | G  | V  | P  | SV | SP | Ratio | PF    | PS    | Ratio |
| ---- | ----------------- | -- | -- | -- | -- | -- | -- | ----- | ----- | ----- | ----- |
| 1.   | Città di Castello | 65 | 24 | 22 | 2  | 68 | 19 | 3,579 | 2 073 | 1 776 | 1,167 |
| 2.   | Molfetta          | 49 | 24 | 16 | 8  | 57 | 32 | 1,781 | 2 064 | 1 891 | 1,091 |
| 3.   | Argos             | 46 | 24 | 15 | 9  | 55 | 37 | 1,486 | 2 102 | 1 987 | 1,058 |
| 4.   | Atripalda         | 44 | 24 | 15 | 9  | 53 | 38 | 1,395 | 2 099 | 1 982 | 1,059 |
| 5.   | Milano            | 42 | 24 | 15 | 9  | 52 | 37 | 1,405 | 2 030 | 1 949 | 1,042 |
| 6.   | Corigliano Volley | 40 | 24 | 14 | 10 | 50 | 43 | 1,163 | 2 033 | 2 070 | 0,982 |
| 7.   | Padova            | 40 | 24 | 12 | 12 | 47 | 44 | 1,068 | 2 035 | 2 006 | 1,014 |
| 8.   | Impavida Ortona   | 35 | 24 | 12 | 12 | 46 | 52 | 0,885 | 2 131 | 2 198 | 0,970 |
| 9.   | Tricolore         | 32 | 24 | 12 | 12 | 45 | 48 | 0,938 | 2 128 | 2 084 | 1,021 |
| 10.  | Potentino         | 22 | 24 | 7  | 17 | 35 | 61 | 0,574 | 2 021 | 2 188 | 0,924 |
| 11.  | Matera Bulls      | 21 | 24 | 7  | 17 | 28 | 58 | 0,483 | 1 820 | 2 042 | 0,891 |
| 12.  | Brolo             | 21 | 24 | 6  | 18 | 35 | 61 | 0,574 | 2 066 | 2 209 | 0,935 |
| 13.  | Loreto            | 11 | 24 | 3  | 21 | 27 | 68 | 0,397 | 2 009 | 2 229 | 0,901 |

      Promossa in Serie A1.
      Qualificata ai play-off promozione.
      Retrocessa in Serie B1.

### Play-off promozione

#### Tabellone
|  | Quarti di finale | Quarti di finale  | Quarti di finale | Quarti di finale | Quarti di finale | Quarti di finale | Quarti di finale |          |   | Semifinali | Semifinali        | Semifinali | Semifinali | Semifinali | Semifinali | Semifinali |  |   | Finale   | Finale | Finale | Finale | Finale | Finale | Finale |
|  |                  |                   |                  |                  |                  |                  |                  |          |   |            |                   |            |            |            |            |            |  |   |          |        |        |        |        |        |        |
|  | 2                | Molfetta          | 3                | 3                | 3                |                  |                  |          |   |            |                   |            |            |            |            |            |  |   |          |        |        |        |        |        |        |
|  | 2                | Molfetta          | 3                | 3                | 3                |                  |                  |          |   |            |                   |            |            |            |            |            |  |   |          |        |        |        |        |        |        |
|  | 9                | Tricolore         | 0                | 1                | 1                |                  |                  |          |   |            |                   |            |            |            |            |            |  |   |          |        |        |        |        |        |        |
|  | 9                | Tricolore         | 0                | 1                | 1                |                  | 2                | Molfetta | 3 | 3          | 3                 |            |            |            |            |            |  |   |          |        |        |        |        |        |        |
|  |                  |                   |                  |                  |                  |                  |                  | Molfetta | 3 | 3          | 3                 |            |            |            |            |            |  |   |          |        |        |        |        |        |        |
|  |                  |                   |                  |                  |                  |                  |                  |          |   | 6          | Corigliano Volley | 0          | 2          | 0          |            |            |  |   |          |        |        |        |        |        |        |
|  | 5                | Milano            | 3                | 3                | 2                | 1                | 1                |          |   | 6          | Corigliano Volley | 0          | 2          | 0          |            |            |  |   |          |        |        |        |        |        |        |
|  | 5                | Milano            | 3                | 3                | 2                | 1                | 1                |          |   |            |                   |            |            |            |            |            |  |   |          |        |        |        |        |        |        |
|  | 6                | Corigliano Volley | 0                | 2                | 3                | 3                | 3                |          |   |            |                   |            |            |            |            |            |  |   |          |        |        |        |        |        |        |
|  | 6                | Corigliano Volley | 0                | 2                | 3                | 3                | 3                |          |   |            |                   |            |            |            |            |            |  | 2 | Molfetta | 3      | 3      | 3      |        |        |        |
|  |                  |                   |                  |                  |                  |                  |                  |          |   |            |                   |            |            |            |            |            |  | 2 | Molfetta | 3      | 3      | 3      |        |        |        |
|  |                  |                   |                  |                  |                  |                  |                  |          |   |            |                   |            |            |            |            |            |  |   | 7        | Padova | 0      | 1      | 1      |        |        |
|  | 4                | Atripalda         | 3                | 0                | 3                | 0                | 0                |          |   |            |                   |            |            |            |            |            |  |   | 7        | Padova | 0      | 1      | 1      |        |        |
|  | 4                | Atripalda         | 3                | 0                | 3                | 0                | 0                |          |   |            |                   |            |            |            |            |            |  |   |          |        |        |        |        |        |        |
|  | 7                | Padova            | 0                | 3                | 2                | 3                | 3                |          |   |            |                   |            |            |            |            |            |  |   |          |        |        |        |        |        |        |
|  | 7                | Padova            | 0                | 3                | 2                | 3                | 3                |          | 7 | Padova     | 0                 | 3          | 2          | 3          | 3          |            |  |   |          |        |        |        |        |        |        |
|  |                  |                   |                  |                  |                  |                  |                  |          | 7 | Padova     | 0                 | 3          | 2          | 3          | 3          |            |  |   |          |        |        |        |        |        |        |
|  |                  |                   |                  |                  |                  |                  |                  |          |   | 3          | Argos             | 3          | 1          | 3          | 1          | 0          |  |   |          |        |        |        |        |        |        |
|  | 3                | Argos             | 3                | 3                | 3                |                  |                  |          |   | 3          | Argos             | 3          | 1          | 3          | 1          | 0          |  |   |          |        |        |        |        |        |        |
|  | 3                | Argos             | 3                | 3                | 3                |                  |                  |          |   |            |                   |            |            |            |            |            |  |   |          |        |        |        |        |        |        |
|  | 8                | Impavida Ortona   | 0                | 0                | 1                |                  |                  |          |   |            |                   |            |            |            |            |            |  |   |          |        |        |        |        |        |        |
|  | 8                | Impavida Ortona   | 0                | 0                | 1                |                  |                  |          |   |            |                   |            |            |            |            |            |  |   |          |        |        |        |        |        |        |

#### Risultati

##### Quarti di finale
| Gara 2 |                            |     |                                   |
|        |                            |     |                                   |
| 31-03  | Tricolore - Molfetta       | 1-3 | 25-18, 19-25, 27-29, 25-27        |
| 31-03  | Corigliano Volley - Milano | 2-3 | 20-25, 25-16, 21-25, 26-24, 13-15 |
| 31-03  | Impavida Ortona - Argos    | 0-3 | 14-25, 15-25, 17-25               |
| 31-03  | Padova - Atripalda         | 3-0 | 25-18, 25-21, 25-17               |

| Gara 3 |                            |     |                                   |
|        |                            |     |                                   |
| 03-04  | Molfetta - Tricolore       | 3-1 | 22-25, 25-17, 25-20, 25-20        |
| 03-04  | Milano - Corigliano Volley | 2-3 | 22-25, 19-25, 25-22, 25-21, 12-15 |
| 03-04  | Argos - Impavida Ortona    | 3-1 | 21-25, 25-15, 25-20, 25-18        |
| 03-04  | Atripalda - Padova         | 3-2 | 24-26, 25-27, 25-20, 29-27, 15-12 |

| Gara 4 |                            |     |                            |
|        |                            |     |                            |
| 07-04  | Corigliano Volley - Milano | 3-1 | 18-25, 25-23, 25-22, 28-26 |
| 07-04  | Padova - Atripalda         | 3-0 | 25-23, 25-14, 25-13        |

| Gara 5 |                            |     |                            |
|        |                            |     |                            |
| 10-04  | Milano - Corigliano Volley | 1-3 | 25-20, 22-25, 20-25, 21-25 |
| 10-04  | Atripalda - Padova         | 0-3 | 20-25, 19-25, 20-25        |

##### Semifinali
| Gara 2 |                              |     |                                   |
|        |                              |     |                                   |
| 14-04  | Corigliano Volley - Molfetta | 2-3 | 26-24, 15-25, 27-29, 25-21, 14-16 |
| 14-04  | Padova - Argos               | 3-1 | 25-20, 25-23, 22-25, 25-21        |

| Gara 3 |                              |     |                                   |
|        |                              |     |                                   |
| 17-04  | Molfetta - Corigliano Volley | 3-0 | 25-19, 25-22, 31-29               |
| 17-04  | Argos - Padova               | 3-2 | 25-23, 17-25, 25-21, 24-26, 15-11 |

| Gara 4 |                |     |                            |
|        |                |     |                            |
| 21-04  | Padova - Argos | 3-1 | 25-21, 17-25, 25-21, 25-20 |

| Gara 5 |                |     |                     |
|        |                |     |                     |
| 25-04  | Argos - Padova | 0-3 | 29-31, 22-25, 18-25 |

##### Finale
| Gara 2 |                   |     |                            |
|        |                   |     |                            |
| 28-04  | Padova - Molfetta | 1-3 | 25-17, 20-25, 22-25, 25-27 |

| Gara 3 |                   |     |                            |
|        |                   |     |                            |
| 01-05  | Molfetta - Padova | 3-1 | 22-25, 25-22, 25-22, 29-27 |

## Statistiche
| Rendimento individuale | Rendimento individuale | Rendimento individuale | Rendimento individuale |
| Pos.                   | Nome                   | Punti                  | Squadra                |
| ---------------------- | ---------------------- | ---------------------- | ---------------------- |
| 1                      | Danail Milušev         | 570                    | Argos                  |
| 2                      | Leano Cetrullo         | 510                    | Impavida Ortona        |
| 3                      | Mattia Rosso           | 507                    | Padova                 |
| 4                      | Kay van Dijk           | 481                    | Molfetta               |
| 5                      | Roberto Cazzaniga      | 437                    | Atripalda              |
| 6                      | Williams Padura        | 434                    | Corigliano Volley      |
| 7                      | Árpád Baróti           | 432                    | Milano                 |
| 8                      | Gert van Walle         | 425                    | Città di Castello      |
| 9                      | Filippo Vedovotto      | 415                    | Padova                 |
| 10                     | Mario Mercorio         | 410                    | Potentino              |

| Attacchi vincenti | Attacchi vincenti    | Attacchi vincenti | Attacchi vincenti |
| Pos.              | Nome                 | Punti             | Squadra           |
| ----------------- | -------------------- | ----------------- | ----------------- |
| 1                 | Danail Milušev       | 487               | Argos             |
| 2                 | Mattia Rosso         | 454               | Padova            |
| 3                 | Leano Cetrullo       | 439               | Impavida Ortona   |
| 4                 | Kay van Dijk         | 404               | Molfetta          |
| 5                 | Roberto Cazzaniga    | 385               | Atripalda         |
| 6                 | Árpád Baróti         | 382               | Milano            |
| 7                 | Williams Padura      | 373               | Corigliano Volley |
| 8                 | Mario Mercorio       | 364               | Potentino         |
| 9                 | Simone Spescha       | 349               | Loreto            |
| 10                | Stefano Giannotti    | 343               | Padova            |
| 10                | Maarten van Garderen | 343               | Corigliano Volley |

| Muri vincenti | Muri vincenti     | Muri vincenti | Muri vincenti     |
| Pos.          | Nome              | Punti         | Squadra           |
| ------------- | ----------------- | ------------- | ----------------- |
| 1             | Thomas Beretta    | 87            | Milano            |
| 2             | Simone Anzani     | 72            | Argos             |
| 3             | Hiosvany Salgado  | 71            | Padova            |
| 4             | Matteo Piano      | 69            | Città di Castello |
| 5             | Giacomo Tomasello | 68            | Corigliano Volley |
| 6             | Davide Candellaro | 64            | Atripalda         |
| 7             | Matteo Sperandio  | 62            | Corigliano Volley |
| 8             | Daniele Mazzone   | 60            | Argos             |
| 9             | Andrea Di Marco   | 59            | Atripalda         |
| 10            | Oreste Luppi      | 58            | Tricolore         |

| Battute vincenti | Battute vincenti    | Battute vincenti | Battute vincenti  |
| Pos.             | Nome                | Punti            | Squadra           |
| ---------------- | ------------------- | ---------------- | ----------------- |
| 1                | Gert van Walle      | 46               | Città di Castello |
| 2                | Leano Cetrullo      | 44               | Impavida Ortona   |
| 3                | Filippo Vedovotto   | 38               | Padova            |
| 4                | Roberto Cazzaniga   | 35               | Atripalda         |
| 5                | Marco Fabroni       | 34               | Corigliano Volley |
| 6                | Fabio Muzio         | 33               | Potentino         |
| 6                | Danail Milušev      | 33               | Argos             |
| 8                | Kay van Dijk        | 28               | Molfetta          |
| 9                | Simone Spescha      | 27               | Loreto            |
| 10               | Francesco Biribanti | 26               | Tricolore         |